# Iguana delicatissima
Iguana delicatissima — вид ящериц семейства игуановых рода настоящих игуан, обитающая на Малых Антильских островах Карибского моря.

## Описание
По размеру Iguana delicatissima меньше обыкновенной игуаны, её ближайшей родственницы. Длина самцов достигает 430 мм, самок 390 мм. Вес до 3,5 кг у самцов и до 2,6 кг у самок. Тело игуан довольно крепкое, и в комбинации с окраской и конвергентным (схожим) поведением имеют поверхностное сходство с кольцехвостой игуаной Cyclura carinata. Iguana delicatissima в любом возрасте можно отличить по отсутствию тёмных полос на хвосте, которые присутствуют у игуаны обыкновенной; единственными исключениями в этом случае служат гибриды, найденные на островах Ле-Сент и Бас-Тер в Гваделупе. Морфологически род настоящих игуан отличается от кольцехвостых игуан присутствием шипов на подгрудке и непрерывным гребнем на спине, который у кольцехвостых разделён на отдельные затылочные, спинные и хвостовые области.
Половой диморфизм (то есть различие животных разного пола, зависящее от второстепенных половых признаков) выражен у взрослых особей рядом особенностей. Самцы имеют более массивный спинной гребень, особенно в задней части шеи; увеличенные шипы на подгрудке; и более развитые чешуйки в затылочной области. Все диморфные особенности дают самцу увеличенный боковой профиль, который особенно подчёркнут во время территориальных споров. У доминирующих самцов окраска тела и хвоста тёмно-серая. Когда самцы становятся репродуктивно активными, их подгрудок отливает розовым цветом, и на мясистых затылочных чешуйках появляется светло-голубой оттенок. Наблюдения содержащихся в неволе игуан показывают, что если два самца содержаться в одной группе, то один из них становится доминирующим. Если впоследствии доминирующий самец удаляется, то у второго самца развиваются диморфные и дихроматичные (двуцветные) особенности, типичные для доминанта.
Молодые особи, в том числе и только появившиеся, окрашены в яркий зелёный цвет. Белые искры на подгрудке и плечах связаны между собой, и вместе с обычно тремя вертикальными белыми полосами по бокам образуют расчленяющую окраску. Спинные шевроны молодых особей в случае стрессовых ситуаций темнеют, улучшая камуфляжную окраску, и в результате цветовая окраска варьирует от зелёного до зелёно-коричневого. Онтогенетические изменения приводят к постепенной потере белых вспышек и к сокращению способности к изменению цвета. В раннем возрасте хвост начинает приобретать коричневый цвет на кончике и становится прогрессивно более тёмным.
У данного вида подвиды не зарегистрированы.

## Распространение
Iguana delicatissima найдена в ряде Малых Антильских островов: Ангилья, Сен-Мартен, Синт-Эстатиус, Сен-Бартелеми, Антигуа, Гваделупа, Доминика, Мартиника.
Предполагается, что первоначально этот вид был распространён во всей северной части Малых Антильский островов от Ангильи до Мартиники, на высоте от 0 до 300 м над уровнем моря.

## Образ жизни
Обитает на высоте от 0 до 300 м над уровнем моря и ареал, по-видимому, ограничен тепловыми требованиями в засухоустойчивых зарослях кустарников, сухой лесистой местности, прибрежной лесистой местности и на низких участках переходных зон тропических лесов. Условия обитания варьируют от острова к острову, игуаны способны выживать как в крайне засушливых условиях (менее 1000 мм осадков в год), так и в лесах с умеренным увлажнением (3000-4000 мм осадков в год), в отсутствие интродуктивных (завезённых) хищников или конкурентов.
Только появившись на свет, молодые особи рассеиваются в окружающей растительности. И только что вылупившиеся, и уже подросшие игуаны в основном живут среди кустарников и низких деревьев, где обильная растительность и защищает их, и даёт широкий диапазон пищи. С возрастом они перемещаются выше, используя большие деревья. Половая зрелость наступает приблизительно в 3 года, хотя у самцов размножение в этом возрасте обычно не происходит из-за неспособности доминировать и защитить подходящую территорию.
Естественными хищниками молодых игуан являются змеи (альсофисы, удав обыкновенный), птицы (канюки, американская пустельга), и возможно опоссумы (Didelphis marsupialis). Доминикские ящерицы Pholidoscelis fuscatus питаются яйцами игуан, хотя неясно, если они активно их роют. Хищники взрослых особей игуан в настоящее время не определены.
Iguana delicatissima являются исключительно травоядными животными, питаются в основном в утреннее время; диета включает в себя листья, цветы, и фрукты широкого диапазона кустарников и деревьев, включая Capparis, Юджинию, Hippomane, Ipomea, Опунцию, Паслён, и Tabebuia. Имеется сезонное изменение в питании, выраженное в лиственной диете в сухое время года, сменяемое цветочной и плодоядной во время влажного сезона. Предпочитает молодые листья, цветочные зародыши и зрелые фрукты. Рассеивание игуанами семян очень важно для многих прибрежных лесных видов растений, особенно имеющих горькие фрукты, которыми не питаются птицы и летучие мыши.
Взрослые самцы активно защищают свою территорию, по крайней мере в репродуктивный период. Защита выражается в покачивании головой и сжимании боков. В непосредственной близости самцы пихают друг друга головой, сопровождая это выгибанием хвоста. Борьба происходит нечасто, хотя регистрировались случаи повреждения головы, конечностей или гребня. Ухаживание ограничено, спаривание типичное для других крупных представителей семейства. Система спаривания полигинная, соотношение самцов и самок варьирует от 1:1 до 1:7. Взрослые самки занимают большую территорию по сравнению с самцами, и не защищают их.
Воспроизводство рассчитано так, чтобы максимизировать способность только что вылупившихся ящериц питаться богатой растительностью влажного сезона и успеть быстро вырасти до начала сухого сезона. В засушливой среде обитания, где более всего заметны сезонные изменения, воспроизводство выглядит более синхронным, тогда как в умеренных влажных условиях синхронность воспроизводства не так выражена . В Доминике случный сезон настолько продлён, что возможно повторное сцепление за год. Самки мигрируют к местам откладки яиц, в среднем на расстояние 460 м, до 900 м Яйца откладываются в песчаной, хорошо-высушенной и хорошо освещаемой почве, в метровой норе с расширением на конце, чтобы самка смогла развернуться. Средняя масса яйца составляет 25 г, размер варьирует географически в пределах от 8 до 18 мм и строго коррелирует с размером самки. Согласно отдельным наблюдениям, инкубационный период длится порядка трёх месяцев.

## Угроза исчезновения
Уничтожение среды обитания карибских игуан привело к значительному сокращению популяции этого вида. На некоторых островах, таких как Сент-Китс или Невис, это привело к полному исчезновению вида, на других, вроде Бас-Тер или Сент-Эвстатиус, их популяция крайне незначительна. Развитие туризма на островах и строительство на побережье уменьшило и так незначительное жизненное пространство этого вида и места откладки яиц.
Среди факторов уменьшения популяции можно назвать и ввоз неприсущих данной территории хищников вроде диких и домашних кошек, которые охотятся на молодых особей. На Сент-Бартоломе диких хищников немного, но игуаны погибают от сторожевых собак, которые свободно бегают в местах кормления игуан. Малые мангусты (Herpestes javanicus) были завезены на многие острова с целью уничтожения местных крыс и змей. Везде, где появились мангусты, игуаны либо исчезли полностью, либо находятся под угрозой исчезновения, хотя влияние присутствия мангустов по сравнению с другими факторами до конца не изучено.
На популяцию также влияют ввезённые конкуренты, такие как козы и овцы, которые питаются той же пищей, что и игуаны.